# 1995年果敢內戰
1995年果敢内战，是指1995年缅甸掸邦第一特区爆发军事冲突。佤邦与掸邦东部第四特区共同出兵推翻杨茂良政权，随后将彭家声接回果敢。

## 背景

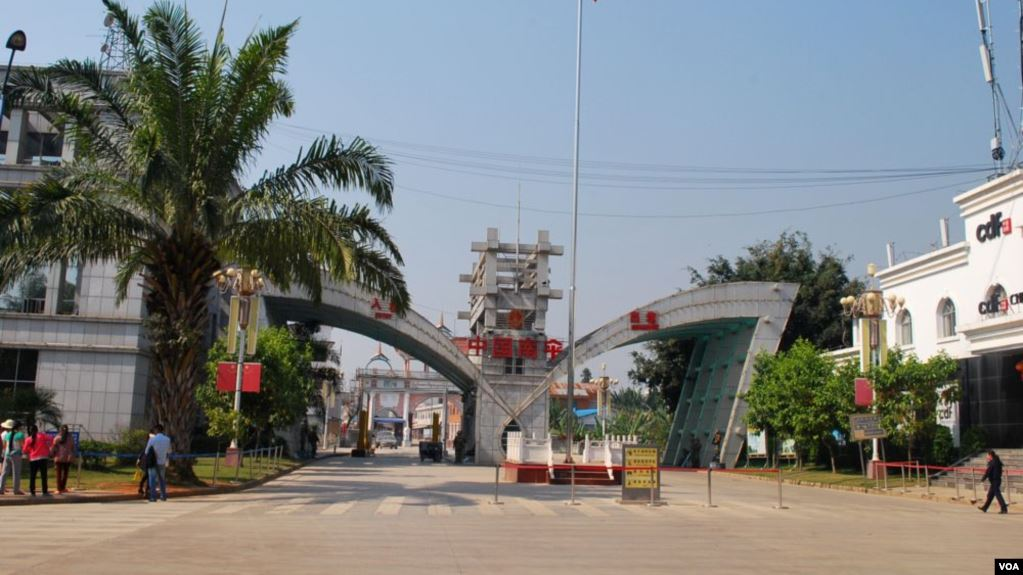
1994年，中国政府陈兵于南伞口岸，并与陈兵在楊龍寨口岸杨茂良部对峙

1993年佤邦因缅甸共产党分裂之怨出兵推翻彭家声后，代之以杨茂良主政果敢。然而作为彭家声的接替者，杨茂良仍大肆贩运毒品，果敢地区的毒品问题因而比彭家声主张政时期更加突出。据云南省公安厅禁毒官员称，杨茂良、杨茂贤兄弟把毒品出口的主要通道指向了中国境内，一度给中国云南造成了极大的危害。中国公安部随即把杨氏兄弟列为对中国危害最大的大毒枭。
1994年，杨茂贤在潜入中国临沧地区（今临沧市）贩毒时被抓获，同年由临沧地区中级人民法院判处其死刑。杨氏兄弟先是宣称向中国政府出钱赎回杨茂贤的命，但在中国方面不为所动后，随即叫嚣要武力报复。1994年5月，杨氏兄弟公然以武力挑衅中国政府。缅甸民族民主同盟军的大量苏制120毫米迫击炮被部署在南伞国门对面，威胁中方释放杨茂贤，并扬言对云南警方相关执法人员采取报复。中国政府随即陈兵数万于杨龙寨至清水河一线，并切断果敢地区的经济来源。
另一方面，杨茂良深知自己是在佤邦的武力支持下得以掌权，从而为摆脱这一影响，将缅甸民族民主同盟军中大量的亲佤邦军官撤换，并代之以自己的亲戚和亲信（如1993年6月即迅速撤换新上任不久的893师（后128师）师长李尼门，由其子杨克勋取而代之；副司令李德华和勐古县长孟撒拉随后也时常赋闲在家），导致其与扶持自己上位的佤邦方面产生嫌隙，之后甚至在公开场合下发表攻击佤邦最高领导人赵尼来和联合军司令鲍有祥的言论，最终彻底激怒佤邦（与1975年至1978年越南黎笋政权同柬埔寨波尔布特政权之间的关系类似）。佤邦方面随即决定肆机另立主政果敢的人选。

## 过程
1995年8月，缅甸民族民主同盟军前沿根据地勐古发生兵变，亲佤邦的同盟军副司令李德华、128师（前893师）原师长李尼门及勐古县长孟撒拉因不满杨茂良削权，随即起兵与杨茂良对峙。宣布脱离杨茂良后的县长孟撒拉将驻防当地的同盟军128师改名为“勐古保卫军”，并与缅甸政府签署了停火协议，在彭家声重返果敢后仍属同盟军序列。杨茂良亲赴仰光寻求缅甸军政府支持，军政府随之借机插手果敢内乱，暗中支持杨茂良对抗具有佤邦背景的兵变一方，允许其兵力与重武器沿萨尔温江西岸的政府军阵地调动。经过2个多月来规模不大的十几次战斗，李德华和李尼门率领的以128师为主的兵变队伍败退至佤邦境内，孟撒拉则退守云南畹町镇境外的棒赛澡塘河一带。此时佤邦方面已开始物色可替换杨茂良的人选。出于彭家声在果敢地区拥有较深的根基、一时无法找出相较其更适合的人选，佤邦最终决定与吴再林的掸邦东部民族民主同盟军共同支持彭家声重返果敢主政。
1995年11月底，趁杨茂良部署其主力124师（前912师）讨伐孟撒拉所在的澡塘河一带导致老街及周边地区兵力空虚之际，佤邦与掸邦东部第四特区共同出兵推翻杨茂良政权，随后将彭家声接回果敢。返回果敢之后，彭家声表态愿开展禁毒工作，中国政府在佤邦和第四特区两方作保的情况下撤销了其通缉令，暂不将缅甸民族民主同盟军视为贩毒武装。
12月，缅政府、彭家声、果敢三方代表组成“果敢临时政府”，由彭实际控制果敢。

## 影响
8月勐古兵变一役大大削弱了缅甸民族民主同盟军的整体实力。兵败后的杨茂良为寻求缅甸政府军保护，将萨尔温江以东部分地区（如拱掌）出让予缅军，导致滚弄战役的战果丧失。
由于在返回果敢之后，彭家声仍不克制自己的所作所为，最终为其14年后再次流亡埋下伏笔。例如1996年3月，缅甸民族民主同盟军副司令李国鼎亲自前往云南临沧地区进行毒品交易被捕；同年年底，勐古县长孟撒拉所部在瑞丽江沿岸公然同云南公安边防部门抢夺运毒车辆。此些事件导致中国政府再次将缅甸民族民主同盟军列入境外贩毒武装黑名单，彭家声亦因此再度遭到通缉。迫于各方压力，彭家声成立了以其副手白所成为局长的禁毒局，着手开展禁毒计划，于2003年宣布全面禁毒（仍有争议）。在此期间，彭家声亦向中国境内大肆走私军火贩予针对中国的恐怖组织（如东伊运）及分裂势力（如藏独），彻底激怒中国政府。